# Columbo: Mord per Telefon
Mord per Telefon (Originaltitel: How to Dial a Murder) ist eine erstmals auf NBC gesendete Episode der Kriminalfilm-Reihe Columbo aus dem Jahr 1978. Die deutschsprachige Erstausstrahlung der vierten Folge der siebenten Staffel folgte 1984 im Deutschen Fernsehen. Der britische Schauspieler Nicol Williamson verkörpert als Psychologe Dr. Eric Mason den Gegenspieler von Inspektor Columbo, dargestellt von Peter Falk.

## Handlung
Der angesehene Verhaltenspsychologe und Filmliebhaber Dr. Eric Mason weiß, dass sein langjähriger Freund und Kollege Dr. Charles Hunter eine Affäre mit seiner Ehefrau hatte. Diese starb sechs Monate zuvor bei einem mysteriösen Autounfall. Nun plant Mason einen raffinierten Mord am Nebenbuhler: Seine beiden Dobermänner namens Laurel und Hardy wurden von ihm abgerichtet, damit sie auf das Klingeln eines Telefons sowie ein bestimmtes Codewort reagieren und ungehemmte Angriffslust auf Menschen in ihrer unmittelbaren Umgebung entwickeln. Mason lockt Hunter unter einem Vorwand in sein Haus und ruft ihn aus dem Krankenhaus an, wo er sich gerade einer turnusmäßigen Herzuntersuchung unterzieht. Nachdem die Hunde durch das Läuten in Alarmbereitschaft versetzt worden sind, bringt Mason seinen Gesprächspartner dazu, das Wort Rosebud zu sagen. Laurel und Hardy springen daraufhin Hunter an und töten ihn.
Die Polizei ist bereits vor Ort, als Mason von seinem Arztbesuch nach Hause kommt. Zu seiner Überraschung spielt Columbo mit den Dobermännern, bevor sie von Kollegen in Gewahrsam genommen werden. Mason zeigt sich entsetzt über das Verhalten seiner angeblich gutmütigen Tiere. Der Inspektor folgert aufgrund des vom Wandtelefon abgehängten Hörers, Hunter müsse vor der Attacke von jemandem angerufen worden sein. Unklar ist, warum der Anrufer nichts unternommen hat, obwohl er das Geschehen am anderen Ende der Leitung mitbekommen haben muss. Anschließend befragt Columbo die junge Psychologiestudentin Joanne Nicholls, die im Gästehaus auf Masons Grundstück wohnt und in den Arzt verliebt ist. Wie sich herausstellt, hat sie die Polizei alarmiert, als sie den Todeskampf vom Swimmingpool aus hörte. Da der Inspektor eine bestimmte Vermutung hat, wendet er sich an die Polizeihundetrainerin Cochrane. Sie erklärt ihm, dass prinzipiell jeder Hund konditioniert werden kann, um mit einstudierten Verhaltensweisen auf vorgegebene Wörter zu reagieren.
Am nächsten Tag sucht Columbo Mason in seinem Institut auf und berichtet von den laufenden Ermittlungen. Er erwähnt dabei außerdem den ungeklärten Unfall von Masons Frau und stellt eine mögliche Verbindung zum Mord an Hunter her. Bei der erneuten Überprüfung des Tatortes entdeckt der Inspektor einen Haken an der Decke in der Nähe des Telefons. Der Schriftzug an einem rostigen Scheinwerfer in Masons Sammlung von Filmmemorabilien führt ihn zur verlassenen Kulisse einer Westernstadt. Dort findet er weitere Hinweise, die seine Theorie erhärten, dass die Hunde mit einer aufgehängten menschenähnlichen Figur dressiert worden sind. Später nimmt Mason in Hunters Wohnung belastende Fotos an sich, die das Opfer zusammen mit seiner Frau zeigen. Zudem versucht er vergeblich, die abreisewillige Nicholls zum Schweigen zu bringen, die von der Beziehung zwischen Hunter und der Verstorbenen wusste. Am Abend treffen sich Columbo und Mason in dessen Haus zu einem verabredeten psychologischen Spiel, bei dem Begriffe assoziiert werden. Auf dem Weg zurück zu Columbos Wagen präsentiert Mason im Garten eines seiner wertvollsten Besitztümer – das Eingangstor aus dem Filmdrama Citizen Kane.
Columbo unternimmt auf der Polizeistation einen letzten Versuch, die Hunde zu einer Reaktion zu bewegen. Schon bald sollen sie auf richterliche Anordnung hin getötet werden. Doch nur mit ihrer Hilfe lässt sich das Angriffswort herausfinden, mit dem er Masons Schuld beweisen kann. Er spielt ein Tonband ab, das er während der Unterhaltung mit Mason am Abend zuvor heimlich aufgezeichnet hat. Gegen Ende der Aufnahme spielen Laurel und Hardy verrückt. Auslöser war das Gespräch über Orson Welles’ Werk, bei dem Mason auch Charles Foster Kanes letztes Wort zitierte: Rosebud – die Aufschrift auf dem Schlitten aus Kindheitstagen. Der Inspektor konfrontiert den Verdächtigen mit den vorliegenden Erkenntnissen. Den Mord an dessen Frau könne er zwar nicht beweisen, aber in Bezug auf Hunter gebe es genügend Indizien. Zusätzlich demonstriert er anhand von Auffälligkeiten im Ruhe-EKG aus dem Krankenhaus, dass Mason genau zur Tatzeit einer nervlichen Belastung ausgesetzt gewesen sein muss. Columbo provoziert seinen Widersacher, indem er ihm „Inkompetenz“ und „dumme Lügen“ bei der Ausführung und Vertuschung der Tat unterstellt. Derart herausgefordert, hetzt Mason seine wieder freigelassenen Kampfhunde mit dem bekannten Codewort auf den Polizisten. Doch anstatt ihn zu töten, bleiben sie friedlich und lecken sein Gesicht ab. Der Inspektor erläutert, er habe die Dobermänner zwischenzeitlich von Cochrane „umprogrammieren“ lassen. Nach dem gescheiterten Mordanschlag gibt Mason resignierend seine Niederlage zu.

## Besetzung und Synchronisation
Die deutschsprachige Synchronfassung entstand im Jahr 1984 bei der Studio Hamburg Synchron.
| Figur              | Darsteller       | Deutscher Sprecher |
| ------------------ | ---------------- | ------------------ |
| Lieutenant Columbo | Peter Falk       | Klaus Schwarzkopf  |
| Gaststars          |                  |                    |
| Dr. Eric Mason     | Nicol Williamson | Wolfgang Völz      |
| Joanne Nicholls    | Kim Cattrall     | Carolin van Bergen |
| Dr. Charles Hunter | Joel Fabiani     | Hans Sievers       |
| Dr. Ernie Garisson | Frank Aletter    | Dénes Törzs        |
| Miss Cochrane      | Tricia O’Neil    | Karin Eckhold      |
| Weitere Darsteller |                  |                    |
| Officer Stein      | Ed Begley junior | Peter Kirchberger  |
| Techniker          | Fred Jay Gordon  |                    |

## Rezeption
Die Fernsehzeitschrift TV Spielfilm vergab eine positive Wertung (Daumen hoch): „Genialer Plot und ein Highlight der Reihe. […] Sehr originell und anspielungsreich – mit dem späteren „Sex and the City“-Star Kim Cattrall.“
Der Autor Michael Striss wertete mit vier von vier Sternen (Höhepunkt). Er lobte insbesondere das innovative Drehbuch mit der genialen Auflösung des Falles und die Ausstattung des Fernsehfilmes: „Den Autoren Lawrence und Lazarus ist es doch wahrhaftig gelungen, nach mehr als vierzig Episoden noch eine völlig neue und originelle Art des Mordens zu entwickeln. Somit wirkt der ganze Plot frisch und unverbraucht. Ein grandioses Finale sorgt für den Höhepunkt: Wie ein Magier aus dem Hut zaubert Columbo einen Beweis nach dem anderen aus den Löchern eines Billardtisches hervor. Zum zweiten Mal nach »Mord à la Carte« soll er wieder ermordet werden, weil er zu viel weiß. Diesmal geschieht es aber ungleich dramatischer, da Mason bereits mehrfach erkennen ließ, dass ihm Skrupel fremd sind. […] Daher dürfte der Zuschauer den Atem anhalten, als die zähnefletschenden Tiere auf den geliebten Cop gehetzt werden. Masons anschließender fassungsloser Blick deutet darauf hin, dass er in diesem Moment die Genialität des Inspektors in ihrem vollen Ausmaß begreift. […] Vollständiger als in dieser Episode kann Columbos Triumph nicht sein. […] Mit Nicol Williamson wurde wieder einmal ein Charakterdarsteller von Format engagiert. […] Die Episode […] ist zusätzlich eine Hommage an die Filmkunst, die sich durch viel Liebe zum Detail auszeichnet. […] Nun hätte nur noch Meister Welles selbst verpflichtet werden müssen. Er hätte sicher mit Columbo zusammen über Zigarren fachsimpeln können.“
Der Autor Mark Dawidziak ergänzte in Bezug auf den Gegenspieler: „Schade, dass er sich nicht mehr daran erinnert [in Anspielung auf die Tatsache, dass Nicol Williamson seine Mitwirkung in der Episode nach eigener Aussage verdrängt hat], denn er war als Eric Mason ziemlich gut. Die meiste Zeit der Folge ist er der typisch weltgewandte und freundliche Columbo-Mörder. Ohne Vorwarnung verzieht sich sein Gesicht jedoch plötzlich zu einem Zähnefletschen, das auf erschreckende Weise die bösartige Kraft seiner Gefühle offenbart.“
Der Filmeditor Robert Watts war 1978 für einen Emmy in der Kategorie Outstanding Film Editing in a Drama Series nominiert.